# Peach Springs
Peach Springs (wymowa IPA: ['piːʧ spɹɪŋz]; w języku angielskim brzoskwiniowe źródła; język Hualapajów: Hàkđugwi:v) – jednostka osadnicza położona w hrabstwie Mohave, w północno-zachodniej części Arizony w Stanach Zjednoczonych. Liczy 600 mieszkańców (stan na 2000) i ma powierzchnię 17,5 km². Położone przy legendarnej Drodze nr 66. W roku 2000 znajdowało się tam 166 gospodarstw zamieszkanych przez 139 rodzin.

## Historia
Peach Springs jako osada indiańska zostało założone w drugiej połowie XVII wieku i przez wiele dziesięcioleci stanowiło główne skupisko Indian Hualapajów, pochodzących z rodziny plemiennej Jumanów. Na początku XX wieku jednak Hualapajowie trafili do rezerwatu.
Przed II wojną światową, po wybudowaniu legendarnej drogi nr 66, Peach Springs tętniło życiem, a jego mieszkańcy utrzymywali się z turystyki – przez miasto przejeżdżało bardzo wielu emigrantów wędrujących na zachód, do Kalifornii. Jednak w latach 50. XX wieku trasa nr 66 straciła na znaczeniu, ponieważ w pobliżu wybudowano nowoczesną autostradę nr 40. Ruch na trasie nr 66 całkowicie zamarł, a mieszkańcy Peach Springs, nie mając środków do życia, zaczęli się wyprowadzać; z tego powodu Peach Springs jest w większości opustoszałe.
Obecnie jednak, z powodu odradzania się legendy drogi nr 66, Peach Springs powoli znów staje się ważnym ośrodkiem turystyki w stanie Arizona. W 2006 historia miasteczka posłużyła jako inspiracja dla stworzenia animowanego filmu pt. Auta. Peach Springs występuje tam pod nazwą Radiator Springs (w polskiej wersji językowej Chłodnica Górska).